# Juana Capdevielle
Pour les articles homonymes, voir Capdevielle.
Juana Capdevielle San Martín, née à Madrid le 12 août 1905 et morte le 18 août 1936 à Rábade, en Galice, est une pédagogue et bibliothécaire espagnole.
Considérée comme l'une des bibliothécaires pionnières en Espagne et engagée pour les droits des femmes, elle est assassinée par les nationalistes au début de la guerre d'Espagne.

## Biographie
Juana Capdevielle poursuit ses études secondaires à Pampelune, en Navarre, puis à l'Université centrale de Madrid où elle sort diplômée en philosophie et en lettres. Elle a pour professeur le philosophe José Ortega y Gasset, et comme camarade de promotion la future philosophe María Zambrano.
Titulaire de la bourse d'études de la Junta para Ampliación de Estudios e Investigaciones Científicas (JAE), elle étudie en Allemagne, en Belgique, en France et en Suisse.
Le 9 juillet 1930, elle intègre le corps des archivistes, bibliothécaires et archéologues de la Bibliothèque nationale d'Espagne. Sous la République, elle devient la première femme, en 1933, à devenir responsable d'une bibliothèque. Elle travaille à la bibliothèque universitaire de Madrid, ainsi qu'à celle de l'Athénée de Madrid. Elle est également conférencière, avec notamment, Pio Baroja et Ramón J. Sender. En 1934, elle participe aux premières journées organisées en Espagne sur la pédagogie sexuelle. Elle aide également la Croix-Rouge espagnole et collabore à la troupe de théâtre de La Barraca, de Federico García Lorca.
En mars 1936, sous le Front populaire espagnol, elle épouse l'avocat et homme politique Francisco Pérez Carballo, nommé gouverneur civil de La Corogne. Après le putsch franquiste de juillet 1936, qui déclenche la guerre d'Espagne, ce dernier est arrêté et assassiné par les nationalistes le 24 juillet, près la Tour d'Hercule au Campo da Rata. Alors enceinte, Juana est arrêtée par les franquistes.
Libérée dans les premiers jours d'août, assignée à résidence, elle se réfugie dans la commune galicienne de Culleredo, dans la maison de Victorino Veiga, député de Gauche Républicaine. Durant la nuit du 17 août 1936, elle est arrêtée de nouveau par la Garde civile, puis assassinée au kilomètre 526 de la route N-VI en Galice. Son corps est retrouvé sur le territoire de la commune de Rábade, dans la province de Lugo.

## Postérité
- Un bâtiment de l'Université de La Corogne porte son nom en sa mémoire[13].